# Dywizjon Ćwiczebny Pociągów Pancernych
Dywizjon Ćwiczebny Pociągów Pancernych – pododdział pociągów pancernych Wojska Polskiego.

## Historia dywizjonu
Dywizjon Ćwiczebny Pociągów Pancernych został sformowany z dniem 15 lutego 1924 w garnizonie Jabłonna na podstawie rozkazu ministra spraw wojskowych L. 13200/Org. Przejście pociągów pancernych na organizację pokojową z 17 października 1923. Początkowo podporządkowany został dowódcy 2 Pułku Saperów Kolejowych (traktowany był na prawach IV batalionu), a następnie komendantowi Obozu Szkolnego Saperów Kolejowych.
9 września 1924 w katastrofie kolejowej pod Pomereczem wykoleiły się pociągi pancerne „Danuta” i „Generał Sosnkowski”.
Obsada personalna dyonu w 1924
- dowódca dywizjonu - mjr art. Edward Czerny z 24 pap,
- dowódca Pociągu Pancernego Nr 1 - kpt. art. Bolesław Babecki z 13 pap,
- oficer - kpt. piech. Roman Babiński z 71 pp,
- dowódca Pociągu Pancernego Nr 2 - por. art. Tadeusz Smyczyński z 5 pac,
- oficer - por. piech. Bernard Sobczyński z 51 pp[3].

Z dniem 14 października 1924 zostali odkomenderowani na trzymiesięczny Kurs wyszkolenia załóg pociągów pancernych do „Dyonu Ćwiczebnego pg. panc. Nr 1”:
- por. piech. Stanisław Kicia z 16 pp,
- por. piech. Henryk Kurek z 20 pp,
- por. art. Stanisław Leon Anlauf (ur. 30 VI 1899, zm. 1940 Charków) z 5 pac,
- por. art. Stanisław Hieronim Milli z 5 pac[4].

Z dniem 10 listopada 1924 roku dołączyli do nich oficerowie 1 Pułku Saperów Kolejowych: por. Mieczysław Jabłoński i por. Mieczysław Koźmiński.
Wiosną 1925 jednostka przeformowana została w Dywizjon Szkolny Pociągów Pancernych.
Obsada personalna dyonu latem 1925
- dowódca dywizjonu - mjr art. Edward Czerny z 24 pap,
- zastępca dowódcy - kpt. sap. kol. Wacław Stelmachowski z 1 psap kol,
- adiutant - por. art. Alfred Rudolf Lacny z 1 pan,
- kwatermistrz - kpt. sap. kol. Artur Steinkeller z 2 psap kol,
- oficer ewidencyjny - por. sap. kol. Józef Szmaro z 1 psap kol,
- oficer do spraw materiałowych - por. art. Bronisław Kazimierz Błażyński z 9 pac,
- dowódca Pociągu Pancernego Nr 1 - kpt. art. Wincenty Żmigrodzki z 8 pap,
- dowódca Pociągu Pancernego Nr 2 - kpt. art. Zygmunt Lewandowski z 4 pap,
- dowódca Pociągu Pancernego Nr 3 - kpt. art. Tadeusz Marian Kupiec z 6 pac[7].

Ponadto sześciu oficerów piechoty (trzech dowódców plutonów karabinów maszynowych i trzech dowódców plutonów szturmowych), sześciu oficerów artylerii (trzech dowódców plutonów artylerii i trzech oficerów młodszych w tych plutonach) oraz trzech oficerów saperów kolejowych (dowódców plutonów technicznych).
Z dniem 10 września 1925 na trzymiesięczny III Kurs doszkolenia załóg pociągów pancernych do „dyonu szkolnego w Jabłonnie” przeniesionych zostało służbowo 16 oficerów piechoty, 11 oficerów artylerii i jeden oficer saperów kolejowych.
W październiku 1927 na bazie dyonu utworzony został 1 Dywizjon Pociągów Pancernych. Do tego czasu przeszkolonych zostało około 2 tysięcy oficerów i żołnierzy. Od wiosny 1926 roku do szkolenia załóg wykorzystywana była specjalna bocznica kolejowa na poligonie w Rembertowie.